# Torneo de Zhengzhou 2019
El Zhengzhou Women's Tennis Open 2019 fue un torneo de tenis profesional que se jugó en canchas duras al aire libre. Fue la sexta edición del torneo y parte de la serie Premier en el WTA Tour 2019, ofreciendo un total de $ 1,000,000 en premios. Tuvo lugar en el Centro de Gestión de la Base de Entrenamiento de Tenis Zhongyuan en Zhengzhou, China, del 9 al 15 de septiembre de 2019.

## Distribución de puntos
| Modalidad           | Campeona | Finalista | Semifinales | Cuartos de final | 3ª ronda | 2ª ronda | 1ª ronda | Clasificadas | 2ª ronda de clasificación | 1ª ronda de clasificación |
| Individual femenino | 470      | 305       | 185         | 100              | 55       | 30       | 1        | 25           | 13                        | 1                         |
| Dobles femenino     | 470      | 305       | 185         | 100              | -        | -        | 1        | -            | -                         | -                         |

## Cabezas de serie

### Individuales
| Tenista           | Ranking | Preclasificada |
| Karolína Plíšková | 3       | 1              |
| Elina Svitolina   | 5       | 2              |
| Kiki Bertens      | 7       | 3              |
| Aryna Sabalenka   | 13      | 4              |
| Angelique Kerber  | 14      | 5              |
| Sofia Kenin       | 20      | 6              |
| Petra Martić      | 22      | 7              |
| Caroline Garcia   | 27      | 8              |

- Ranking del 26 de agosto de 2019.[2]

### Dobles
| Tenista                       | Ranking | Preclasificada |
| Nicole Melichar Květa Peschke | 36      | 1              |
| Yingying Duan Saisai Zheng    | 53      | 2              |
| Darija Jurak Alison Riske     | 83      | 3              |
| Shuko Aoyama Zhaoxuan Yang    | 85      | 4              |

## Campeonas

### Individual femenino
Karolína Plíšková venció a  Petra Martić por 6-3 6-2

### Dobles femenino
Nicole Melichar /  Květa Peschke vencieron a  Yanina Wickmayer /  Tamara Zidanšek por 6-1 7-6(7-2)